# アビゲイル・ジョンソン
アビゲイル・ジョンソン（Abigaile Johnson、1989年11月11日 - ）は、東欧のポルノ女優。チェコの首都プラハ出身。